# لیزا تامسن
لیزا تامسن (انگلیسی: Lisa Thomsen؛ زادهٔ ۲۰ اوت ۱۹۸۵) بازیکن والیبال اهل آلمان است.
از باشگاه‌هایی که در آن بازی کرده‌است می‌توان به آزرایل باکو اشاره کرد. او همچنین از بازیکنان والیبال در بازی‌های اروپایی ۲۰۱۵ بوده است.